# Келли, Джордж Александр
Джордж Александр Келли (англ. George Alexander Kelly; 28 апреля, 1905 — 6 марта, 1967) — американский психолог, автор теории личностных конструктов.

## Биография
Джордж Александр Келли, создатель теории личного конструкта личности , родился на ферме недалеко от Перта, штат Канзас. Он был единственным ребенком Элфледы Мерриам Келли и Теодора Винсента Келли. Отец Келли обучался на пресвитерианское служение, но бросил его и переехал на ферму вскоре после свадьбы с матерью Келли. Когда Келли было четыре года, его семья переехала в Восточный Колорадо, чтобы заявить права на землю, бесплатно предоставленную поселенцам правительством США. Поскольку под землей не удалось обнаружить воду, семья вернулась на ферму в Канзасе.
Раннее обучение Келли было, по его собственным словам, «довольно нерегулярным». Он посещал различные начальные школы, а также обучался дома, к чему его родители относились серьезно, поскольку сами были относительно хорошо образованы. После 13 лет его отправили учиться в школу, и он посещал четыре разные средние школы. Когда ему было 16, он перевелся в академию Friends University в Уичито, штат Канзас. Там он прошел курс обучения в колледже и академии. Затем он перевелся в Park College, штат Миссури, который окончил в 1926 году со степенью бакалавра по математике и физике. В эти годы он стал участвовать в дебатной команде своего колледжа и был признан отличным оратором.
После получения степени бакалавра по математике и физике Келли изменил свои интересы в сторону социальных проблем. После защиты магистерской диссертации по педагогической социологии в Университете Канзаса несколько лет преподавал, затем в Эдинбургском университете получил степень бакалавра педагогики, в Государственном университете Айовы защитил диссертацию на соискание степени доктора философии по психологии.
За несколько лет до Второй мировой войны организовал программу передвижных психологических клиник, служивших базой для практики студентов. После войны, во время которой работал авиационным психологом, Келли занял пост профессора и руководителя программы клинической психологии в Государственном университете Огайо.

## Теория
Основная работа Келли вышла в 1955 году — это «Психология личностных конструктов». В ней автор излагает авторскую концепцию психики человека. Согласно Келли, все психические процессы протекают по путям предсказания событий окружающего мира. Человек не раб своих инстинктов, не послушная игрушка стимулов и реакций и даже не самоактуализирующаяся самость. Человек в рамках теории личных конструктов — учёный, исследующий окружающий мир и самого себя. Наблюдая поведение окружающих людей, стремясь понять и спрогнозировать это поведение, человек строит свою индивидуальную систему личностных конструктов.
Конструкт — основное понятие теории Джорджа Келли — это основное средство классификации объектов окружающего мира, биполярная шкала, например: «хороший — плохой», «умный — глупый», «пьяница — трезвенник».
С помощью приписывания объектам определённых полюсов конструктов человеком осуществляется и прогнозирование. То, какие именно конструкты выделяет человек и что выступают в качестве противоположного полюса, характеризует человека и потому имеет важное значение интерес для психотерапии.